# Cunhinga
Cunhinga è una municipalità dell'Angola appartenente alla provincia di Bié. Ha 43.331 abitanti (stima del 2006) ed una superficie di 1.509 km².
Il principale comune è l'omonimo Cunhinga.